# 田中一
田中 一（たなか はじめ、1904年（明治37年）5月7日 - 1989年（平成元年）4月2日）は、日本のキリスト教社会主義者、政治家である。参議院議員。

## 来歴
青森県弘前市出身。祖父からキリスト教の訓育を受けた。戦前より青森、東京、大阪でキリスト教社会主義運動、農民運動の指導に携わる。1930年（昭和5年）タウン紙『京橋新報』を発行。1932年（昭和7年）『土木建築資料新聞』、1935年（昭和10年）『建築知識』を創刊し、建築図書の出版を行った。戦時中は建設団総務部次長を務めた。
戦後、1946年（昭和21年）戦時補償対策特別委員会事務局長となり日本社会党の結成に参画した。1950年（昭和25年）第2回参議院議員通常選挙に全国区から社会党所属で立候補し初当選。連続4期務めた。この間、参議院建設委員長、参議院決算委員長、参議院逓信委員長を歴任。また、電機労連の顧問を長く務めた。1966年から1978年まで日刊建設通信新社代表取締役会長を務める。

## 栄典
- 1978年 勲二等旭日重光章[1][4]

## 主な著書
- 『水の社会化：水は誰のものか』〈平和国土計画会議叢書1〉平和国土計画会議、1964年。